# Pamela Duncan
Pamela Duncan (* 28. Dezember 1931 in Brooklyn, New York City; † 11. November 2005 in Englewood, New Jersey) war eine US-amerikanische Schauspielerin.
Pamela Duncan wurde in den 1950er Jahren als weibliche Hauptdarstellerin in B-Filmen bekannt. Duncan, die in ihrer Jugend diverse Schönheitskonkurrenzen gewonnen hatte, hatte nur wenige größere Auftritte im Filmgeschäft vorzuweisen. Nach knapp 10 Jahren, etwa 20 meist kleineren Filmrollen und immerhin über 50 Gastauftritten in Fernsehserien war ihre Karriere 1962 zu Ende.
Ihre letzten zehn Lebensjahre verbrachte sie in einem Altersheim für ehemalige Hollywoodgrößen.

## Filmografie (Auswahl)

### Kino
- 1954: Kampfstaffel Feuerdrachen (Dragonfly Squadron)
- 1956: Der Siebente ist dran (Seven Men from now)
- 1954: Der Empörer (The Saracen Blade)
- 1956: Mord in den Wolken (Julie)
- 1957: Dem Henker ausgeliefert (Gun Battle at Monterey)
- 1959: Keiner verlässt das Schiff! (Don’t Give Up the Ship)
- 1961: Sommer und Rauch (Summer and Smoke)
- 1962: Girls! Girls! Girls!

### Fernsehserien
Jeweils eine Folge, wenn nicht anders angegeben
- 1953, 1955: Polizeibericht (Dragnet) (2 Folgen)
- 1957: Dezernat M (M Squad)
- 1957: Maverick
- 1958: Streifenwagen 2150 (Highway Patrol) (2 Folgen)
- 1958: Abenteuer unter Wasser (Sea Hunt)
- 1958: Perry Mason
- 1959: Tausend Meilen Staub (Rawhide)
- 1960: Am Fuß der blauen Berge (Laramie)
- 1960: Peter Gunn
- 1962: Kein Fall für FBI (The Detectives)
- 1962: Erwachsen müßte man sein (Leave It To Beaver)
- 1963: 77 Sunset Strip